# Russische Badminton-Superliga 2018
Die Russische Badminton-Superliga 2018 bestand aus zwei Runden, wobei sich Primorje Wladiwostok als Meister durchsetzen konnte.

## Endstand
- 1. Primorje Wladiwostok (Ekaterina Bolotova, Vladimir Ivanov, Ivan Sozonov, Lee Buel-nim, Gi Hong-han, Sergey Sirant, Polina Makogonova, Olga Arkhangelskaya, Evgeny Dremin, Evgeniya Dimova, Alina Davletova, Denis Grachev)
- 2. Primorje Wladiwostok II (Marina Dremina, Sofia Doroshenko, Egor Okolov, Inga Budarina, Konstantin Verdosanidze, Maxim Makalov)
- 3. Taid (Ivan Nikitin, Yulia Filina, Olga Olshevskaya, Grigory Vorobyov, Alexandra Chushkina, Roman Timko)
- 4. BK Gattschina (Anastasia Russkikh, Mikhail Lavrikov, Egor Kholkin, Igor Pushkarev, Nikita Agalakov, Yulia Ilyina, Tatyana Sonina, Victoria Khrykina)